# Kull the Conqueror
Kull, King Kull eller Kull the Conqueror (på svenska även känd som Kung Kull) är huvudfigur i en serie barbaräventyr i roman- och novellform, skrivna av Robert E. Howard (även skapare av Conan barbaren) med start 1929.
Kull gavs ut i serieform av Marvel Comics i tre omgångar av egna serietidningar mellan 1971 och 1985. Han dök också upp ett flertal gånger som bifigur i serieversionen av "Conan barbaren", även den utgiven av Marvel. En serieroman betitlad "Kull: The Vale of Shadow" kom 1995. 1997 gjordes en spelfilm, Kull the Conqueror, med Kevin Sorbo i huvudrollen.